# Amfitheater van Beth Guvrin
Het Amfitheater van Beth Guvrin is een antiek Romeins amfitheater in het Beth Guvrin Nationale park in Israël. 
Het amfitheater werd rond 200 n.Chr. gebouwd voor het Romeinse garnizoen bij de stad Eleutherolis. Het amfitheater werd gebruikt voor gladiatorengevechten en venationes. Onder de arena bevonden zich ondergrondse gangen waar dieren en decorstukken naar boven konden worden gebracht. Het amfitheater had een ovale vorm en was opgebouwd uit gestapelde en onderling verbonden gewelfde gangen, waartegen de tribunes waren gebouwd. Het amfitheater bood plaats aan ongeveer 3500 toeschouwers. 
Het amfitheater bleef zeker in gebruik tot in de 4e eeuw. Mogelijk werd het beschadigd bij de zware aardbeving in mei 363, die tot grote verwoestingen in Galilea leidde. In de middeleeuwen werd de ruïne gebruikt als vindplaats voor bouwmaterialen en ontdaan van zijn zitplaatsen en trappen. De kalkstenen traptreden zijn op verschillende plaatsen in de nabijgelegen stad teruggevonden. In de moderne tijd was het terrein bebouwd met stallen en andere bouwwerken. Pas in 1981 werd het amfitheater ontdekt en geïdentificeerd. In de jaren daarna werd het grotendeels blootgelegd. Tegenwoordig is het amfitheater vrij te bezoeken voor toeristen. 

## Bron
- Amos Kloner - The Roman Amphitheatre at Beth Guvrin. Preliminary Report. Israel 1988